# 伊恩·盧卡斯

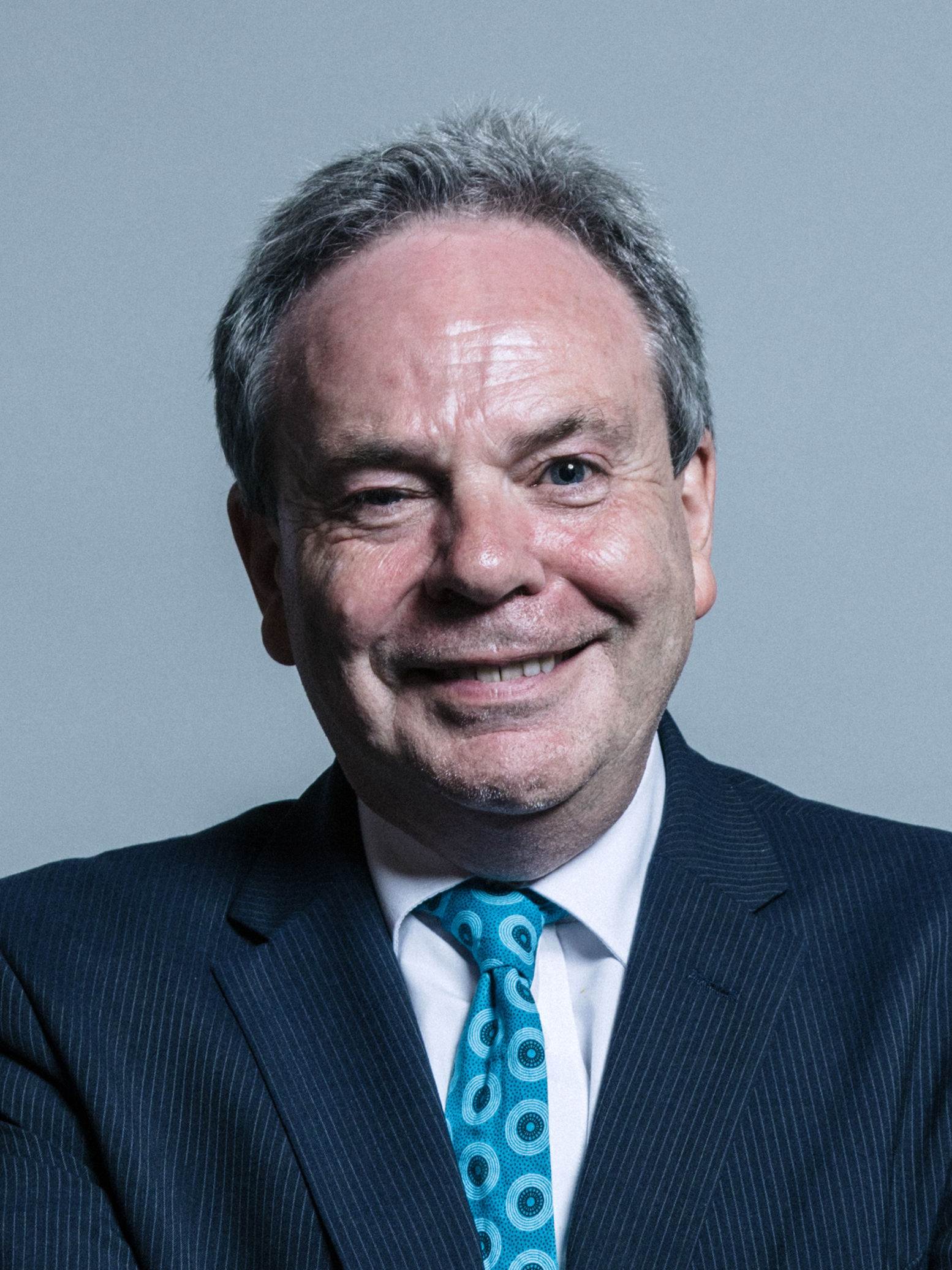

伊恩·盧卡斯（Ian Lucas，1960年9月18日—）是一位威爾斯政治人物，他在1986年加入工黨。自2001年開始，他擔任雷克瑟姆選區選出的英國下議院議員，至2019年不再競選連任。